# Мніховиці (Нижньосілезьке воєводство)
Мніховиці (пол. Mnichowice) — село в Польщі, у гміні Журавіна Вроцлавського повіту Нижньосілезького воєводства.
Населення — 314 осіб (2011).
У 1975-1998 роках село належало до Вроцлавського воєводства.

## Демографія
Демографічна структура станом на 31 березня 2011 року:
|          | Загалом | Допрацездатний вік | Працездатний вік | Постпрацездатний вік |
| -------- | ------- | ------------------ | ---------------- | -------------------- |
| Чоловіки | 154     | 35                 | 110              | 9                    |
| Жінки    | 160     | 22                 | 106              | 32                   |
| Разом    | 314     | 57                 | 216              | 41                   |